# 張士楚
張士楚（？—？），號二嶽，南直隶徽州府绩溪县北门人，明末清初官员。

## 生平
天啓七年（1627年）丁卯科應天乡试舉人，十三年（1640年）庚辰科進士，工部观政，本年授秀水县知县，兼署嘉兴，减火耗，清隐占，均徭役，严积歇，二邑绅衿立碑颂德。

## 引用
1. ↑  《崇禎十三年庚辰科進士三代履歷》：张士楚，曾祖一夔，庠生；祖應丁，辛酉舉人，任福建长泰知县，升抚州府通守；父世儒，府庠生。二嶽，书二房，壬寅年三月初十日生，绩溪县人，丁卯一百二十五名，会试二百二十六名，三甲四十五名。工部观政，本年授秀水知县。
2. ↑  《徽州府志》